# Liren, Chongqing
Liren (kinesiska: 里仁) är en köping i sydvästra Kina. Den ligger i häradet Xiushan i storstadsområdet Chongqing, omkring 270 kilometer öster om det centrala stadsdistriktet Yuzhong. Antalet invånare är 7 245. Befolkningen består av 3 591 kvinnor och 3 654 män. Barn under 15 år utgör 25,0 %, vuxna 15-64 år 61 %, och äldre över 65 år 13,0 %.